# Správní obvod obce s rozšířenou působností Moravská Třebová
Správní obvod obce s rozšířenou působností Moravská Třebová je od 1. ledna 2003 jedním ze čtyř správních obvodů rozšířené působnosti obcí v okrese Svitavy v Pardubickém kraji. Čítá 33 obcí.
Města Moravská Třebová a Jevíčko jsou obcemi s pověřeným obecním úřadem.

## Seznam obcí
Poznámka: Města jsou vyznačena tučně.
- Bělá u Jevíčka
- Bezděčí u Trnávky
- Biskupice
- Borušov
- Březina
- Březinky
- Dětřichov u Moravské Třebové
- Dlouhá Loučka
- Gruna
- Hartinkov
- Chornice
- Janůvky
- Jaroměřice
- Jevíčko
- Koruna
- Křenov
- Kunčina
- Linhartice
- Malíkov
- Městečko Trnávka
- Mladějov na Moravě
- Moravská Třebová
- Radkov
- Rozstání
- Rychnov na Moravě
- Slatina
- Staré Město
- Třebařov
- Útěchov
- Víska u Jevíčka
- Vranová Lhota
- Vrážné
- Vysoká

## Obyvatelstvo
| Rok  | Obyv.  | ± %    |
| ---- | ------ | ------ |
| 1869 | 39 540 | —      |
| 1880 | 40 614 | +2,7 % |
| 1890 | 41 778 | +2,9 % |
| 1900 | 41 236 | −1,3 % |
| 1910 | 40 426 | −2 %   |

| Rok  | Obyv.  | ± %     |
| ---- | ------ | ------- |
| 1921 | 37 904 | −6,2 %  |
| 1930 | 38 934 | +2,7 %  |
| 1950 | 27 338 | −29,8 % |
| 1961 | 29 125 | +6,5 %  |
| 1970 | 28 256 | −3 %    |

| Rok  | Obyv.  | ± %    |
| ---- | ------ | ------ |
| 1980 | 28 525 | +1 %   |
| 1991 | 27 954 | −2 %   |
| 2001 | 27 776 | −0,6 % |
| 2011 | 26 354 | −5,1 % |
| 2021 | 25 146 | −4,6 % |